# Raphiocerinae
Raphiocerinae – podrodzina muchówek z podrzędu krótkoczułkich i rodziny lwinkowatych.
Muchówki te mają wydłużone ciało, często o barwnym oskórku i wzorzystych skrzydłach. Biczyk ich czułków buduje sześć lub siedem członów, z których ostatni często zaopatrzony jest w aristopodobny pręcik. Aparat gębowy ma małe, jednoczłonowe głaszczki. Użyłkowanie skrzydła odznacza się obecnością żyłki poprzecznej bazymedialno-kubitalnej. U samic występują jednoczłonowe przysadki odwłokowe.
Zdecydowana większość gatunków zamieszkuje krainę neotropikalną. Z krainy orientalnej i australijskiej znane są tylko 2 gatunki.
Dotychczas opisano niespełna 50 gatunków. Klasyfikuje się je w rodzajach:
- Analcoceroides Hollis, 1962
- Analcocerus Loew, 1855
- Anisoscapus McFadden, 1970
- Basentidema Macquart, 1838
- Brachythrix McFadden, 1970
- Cyclophleps James, 1943
- Dicamptocrana Frey, 1934
- Dicranophora Macquart, 1834
- Dolichothrix McFadden, 1970
- Heptozus Lindner, 1949
- Histiodroma Schiner, 1868
- Hoplistes Macquart, 1834
- Lysozus Enderlein, 1914
- Neanalcocerus James, 1943
- Pezodontina Lindner, 1949
- Phanerozus James, 1966
- Raphiocera Macquart, 1834
- Rhaphioceroides Brunetti, 1927
- Timorimyia Frey, 1934